# Schleifscheibe

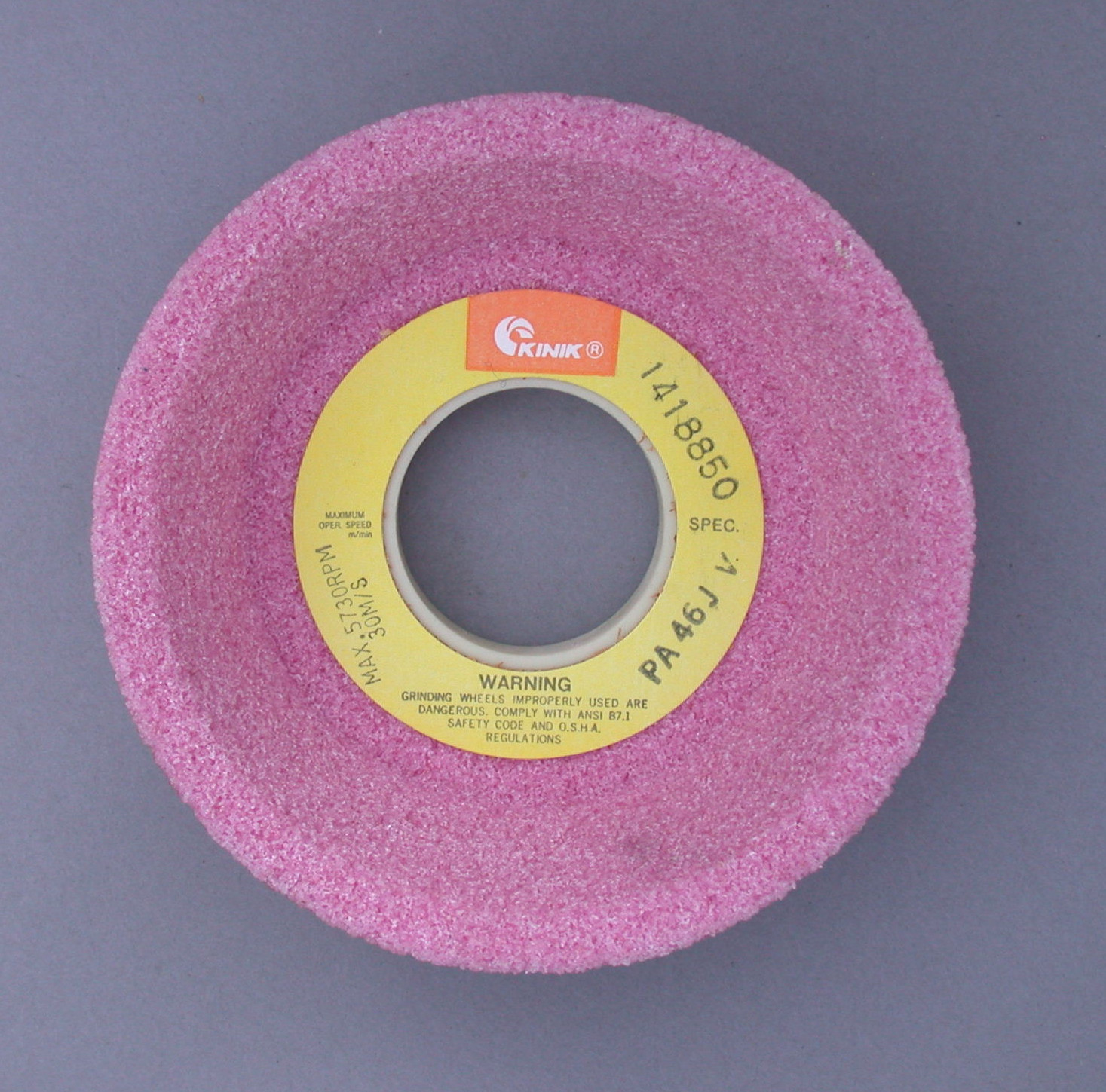
Topfscheibe

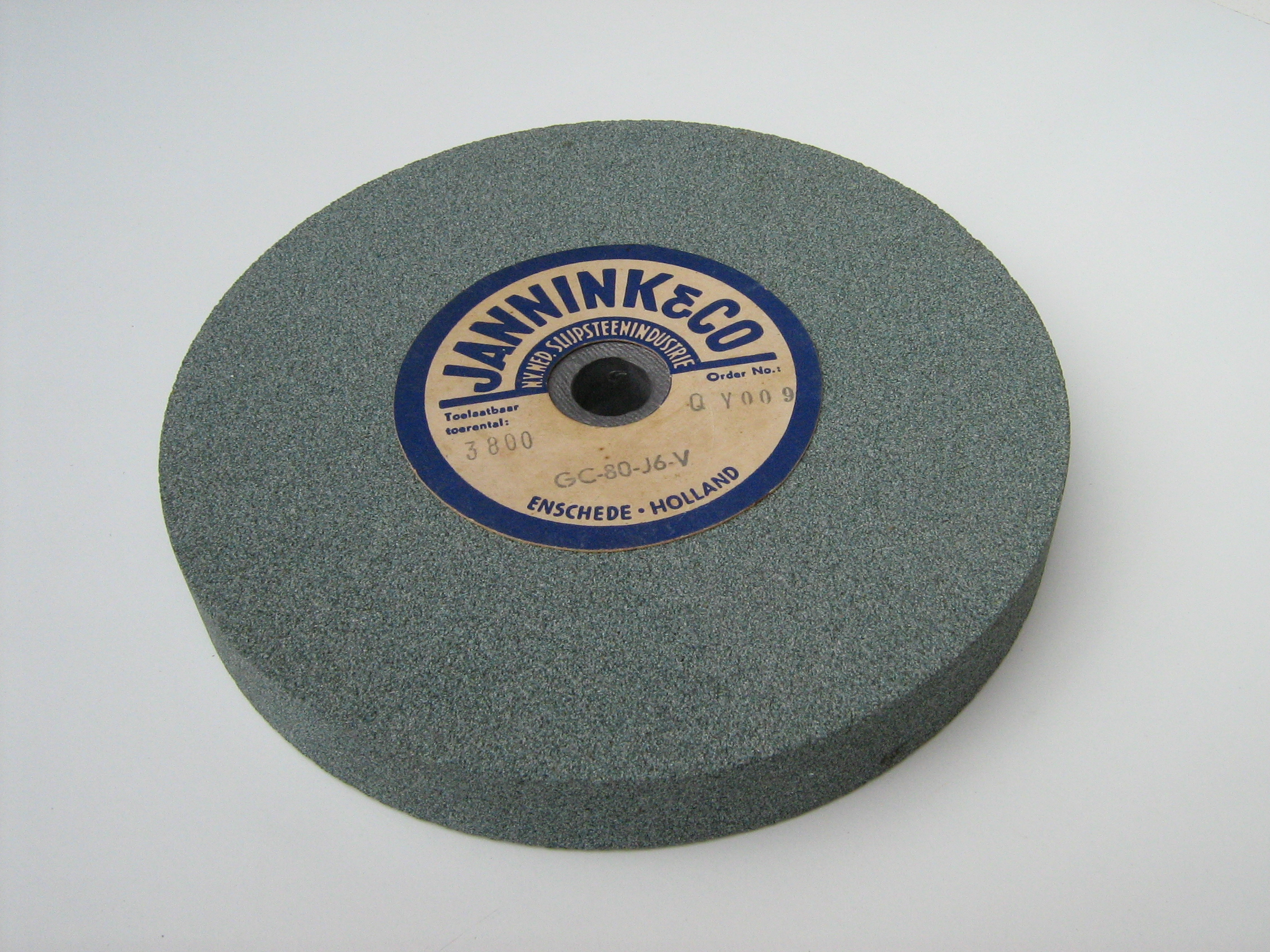
Schleifscheibe

Eine Schleifscheibe ist ein aus gekörntem harten Schleifmaterial und geeignetem Bindemittel industriell hergestellter rotationssymmetrischer Körper. In der Regel weisen Schleifscheiben in der Mitte eine Bohrung zur Aufnahme in einer Schleifmaschine auf. Damit werden bei Umfangsgeschwindigkeiten von bis zu 300 m/s Metall, Holz, Glas und anderes Material durch feine Spanabhebung (Schleifen) bearbeitet.

## Varianten und Anwendungsgebiete
Schleifscheiben werden je nach Anwendung ausgelegt und gefertigt. Sie bestehen aus den drei wesentlichen Komponenten Schleifkorn, Bindung und Poren. Als Schleifmittel werden natürliche oder synthetische Werkstoffe eingesetzt. Zu den natürlichen Schleifmitteln zählen Quarz, Korund, Schmirgel, Bims, Granat und Naturdiamanten. Vorwiegend werden jedoch synthetisch hergestellte Kornwerkstoffe eingesetzt, die sich in ihren Eigenschaften durch den Herstellungsprozess einstellen lassen. Diese sind Korund (Al2O3), Siliziumkarbid (SiC), kubisches Bornitrid (CBN) und synthetisch hergestellter Diamant. Korund und Siliziumkarbid zählen dabei zu der Gruppe der konventionellen, kubisches Bornitrid und Diamant zu den hochharten Schleifwerkstoffen.
Als Bindungen kommen in Schleifscheiben vorwiegend Kunstharzbindungen, keramische Bindungen, metallisch gesinterte Bindungen und galvanische Bindungen zum Einsatz. Aber auch Gummibindungen und Bindungen aus Polyurethan werden eingesetzt, wenn hohe Oberflächengüten gefordert sind.
Über die oben beschriebenen Grundwerkstoffe hinaus können Schleifscheiben noch Füll- und Zusatzstoffe enthalten. Diese können einerseits für den Herstellungsprozess notwendig sein, oder gezielt die Einsatzeigenschaften von Schleifscheiben verändern. Beispiele hierfür sind Füllstoffe und Stützkörner in Kunstharzbindungen, die die Festigkeit, Hitzebeständigkeit und Zähigkeit erhöhen können, oder feste Schmierstoffe wie Graphit oder Pyrit, die unter anderem die entstehenden Schleiftemperaturen senken.
Es gibt vielfältige Anwendungsgebiete, wie zum Beispiel Kugelschleifen, Nockenwellenschleifen, Rundschleifen, Flachschleifen usw., Genauigkeiten (Vorschleifen (Schruppschleifen), Mittelschliff, Fertigschliff) oder Eingriffsgeometrie (Tiefschleifen, Trennschleifen). Je nach der verwendeten Körnung kann man grob oder fein schleifen. Bei einzelnen Materialien wird eine bessere Genauigkeit als 2,5 Mikrometer erreicht. Für spezielle Anwendungen, zum Beispiel Sägeblätter o. Ä., ist die Schleiffläche in entsprechenden Profilen gestaltet bzw. abgerichtet.
Schleifteller sind massive Metallträger, welche mit Hartmetallsplitt oder Diamantsegmenten bestückt werden. Diese werden auf Betonschleifern montiert und dienen zum Entfernen von Altbeschichtungen oder dem Anschleifen von Betonflächen. Dank der hohen Festigkeit des Grundträgers kann dieses Werkzeug extrem beansprucht werden.
Trennscheiben werden zum Zerschneiden oder Trennen von Materialien verwendet. Bei diesem Verfahren bleibt beim Schneidevorgang die Oberfläche am geschnittenen Material glatt.
Schleifen ist ein spanendes Verfahren, bei dem jedes Korn, das mit dem Material in Berührung kommt, einen winzigen Span aus dem Material trennt. Im Unterschied zu den Verfahren mit geometrisch bestimmter Schneide (Drehen, Fräsen, Bohren, Räumen...) handelt es sich beim Schleifen um Zerspanen mit geometrisch unbestimmter Schneide – es ist nicht möglich, zu bestimmen, welches Schleifkorn wann und wo genau spant.
 
Die Vlies-Schleifscheibe, nach der englischen Bezeichnung „Clean and Strip Disc“ auch als CSD-Scheibe (oder SVS-Scheibe) bekannt, hat ein schwammartiges Schleifgewebe, das mit dunklem Kunstharz getränkt wurde. Die Oberfläche ist zwar hart, aber nachgebend. Die Scheibe dient daher der schonenden Reinigung von Metallflächen und der Entfernung von Farben, Lacken, Rost oder Spachtel bei gleichzeitiger Untergrundpolitur. Sie ist auch für Holz bedingt geeignet.

## Kornwerkstoff
Der Werkstoff des Schleifkorns sollte einige fertigungstechnisch relevante Eigenschaften besitzen. Man erwartet im Allgemeinen eine hohe Härte und Zähigkeit, hohe thermische (Wechsel-)Beständigkeit und chemische Beständigkeit. So kreiert man ein Korn, welches möglichst lange eine scharfe Kornschneide besitzt und auch bei hohen Wechseltemperaturen und höheren Drücken besteht. Außerdem sollen so chemische Reaktionen durch Zusammenwirkungen von Kühlschmiermittel, Werkstoff und Luft vermieden werden.
Da kein Kornwerkstoff allen Punkten gerecht wird, sind für verschiedene Bearbeitungsaufgaben zahlreiche natürliche und künstliche Kornwerkstoffe in Gebrauch.
„Die Gruppe der natürlichen Schleifmittel beinhaltet die Kornwerkstoffe Quarz (Flint), Korund, Schmirgel, Granat und Diamant. Bis auf Diamant weisen diese zumeist ungenügende Festigkeitseigenschaften auf.“ Außerdem sind sie in unzureichend kontrollierbarer und nicht reproduzierbare Kornqualität. Heute noch findet die einzige Ausnahme, der Naturdiamant, industrielle Anwendung in der Schleiftechnik.
Die synthetisch hergestellten Kornwerkstoffe, ersetzen heute die natürlichen Schleifmittel weitestgehend. Die wichtigsten synthetischen Kornwerkstoffe sind: Korund, Siliziumkarbid, kubisches Bornitrid, (synthetischer) Diamant.
Zu der Gruppe der konventionellen Schleifkornwerkstoffe gehören Korund und Siliziumkarbid, zu den hochharten Schleifkornwerkstoffen gehören CBN und Diamant.

## Bindungen
„Bei allen Schleifwerkzeugen nach DIN 69 111, die ungebundenen Schleifmittel ausgenommen, werden die einzelnen Körner miteinander und mit der Unterlage verbunden. In der Praxis werden alle Komponenten der Schleifscheibe, mit Ausnahme des Schleifkorns, zusammenfassend als Bindung bezeichnet. Die Bindung hat dabei die Aufgabe, die Schleifkörner solange festzuhalten, bis sie durch den Schleifprozess abgestumpft sind. Dann soll die Bindung die Körner freigeben, so dass nachfolgende, scharfe Körner in den Eingriff kommen. [...] Die notwendigen Eigenschaften einer Schleifscheibenbindung lassen sich sowohl über die Zusammensetzung der Bindung, die volumetrischen Anteile der Bindungskomponenten und über den Herstellungsprozess einstellen. Grundsätzlich unterscheidet man zwischen Kunstharz-, Keramik- und Metallbindungen. Diese müssen auf die jeweilige Anwendung angepasst werden und liegen in zahlreichen Variationen vor.“

## Fertigungsprinzipien
Der Ablauf der Fertigung von Schleifscheiben kann im Grundsatz in fünf Schritte eingeteilt werden:
1. Mischen der Schleifscheibenmischung
2. Pressen der Mischung zu Rohlingen
3. Trocknen und Brennen
4. Nachbearbeitung
5. Kontrolle der fertigen Schleifscheiben

Die Fertigungsverfahren weichen wegen der unterschiedlichen Eigenschaften von Bindemittel und Körnung in einigen Punkten voneinander ab. Folglich kann die Herstellung von Schleifscheiben nicht nur einem Fertigungsverfahren nach DIN 8580 f zugewiesen werden, sondern mehreren. Das Pressen der Mischung zu Rohlingen fällt in den Bereich des Urformens. Die Nachbearbeitung erfolgt meistens spanend, zum Beispiel auf Drehmaschinen. Dies fällt wiederum in die Kategorie Trennen.
Die Funktionsweise der Schleifscheibe selbst fällt als Werkzeug eindeutig in die Kategorie Trennen, da sie spanend arbeitet.

## Schleifscheiben aus hochharten Schneidstoffen
Schleifscheiben aus hochharten Schneidstoffen unterscheiden sich durch ihren Aufbau von konventionellen Schleifscheiben. Während die konventionelle Schleifscheibe im Regelfall durchgehend aus Schleifmittel und Bindungsmaterial besteht, hat die Diamant- oder CBN-Schleifscheibe einen Grundkörper aus einem Trägermaterial, auf dem eine hochharte Bindungsschicht angebracht ist.
Die Gründe dafür liegen zum einen im Preis, zum anderen in der Produktionstechnik - es ist teuer und aufwändig, einen hochharten Gegenstand in Form zu bringen; Diamant kann man zum Beispiel nur mit Diamant bearbeiten.
Körperwerkstoffe sind Metalle (Stahl, Leichtmetall, Buntmetall), Kunstharzgemische und Leichtbaumaterialien wie kohlenstofffaserverstärkte Kunststoffe. Da hochharte Schleifscheiben üblicherweise bei sehr viel höheren Schnittgeschwindigkeiten und Drehzahlen eingesetzt werden als konventionelle Schleifscheiben, stellen sich in diesem Bereich erheblich höhere Anforderungen an die Festigkeit, die Wuchtgüte und die Kühlschmierung. Beispielsweise hat eine Scheibe, die im schallnahen Bereich läuft (333 m/s sind Schallgeschwindigkeit), eine Grenzschicht, die es deutlich erschwert, sie mit Kühlschmiermittel zu benetzen. Aufgrund der Fliehkrafteffekte laufen solche Scheiben grundsätzlich in geschlossenen Arbeitsräumen hinter schusssicheren Scheiben. Die Klangprobe, die bei konventionellen Scheiben Standard ist, um Risse auszuschließen, ist bei hochharten Scheiben nicht üblich, weil diese auf geringe Dämpfung und minimale Eigenschwingungen konstruiert werden - eine Scheibe, die wie eine Glocke schwingen kann, wird in der Anwendung unter den Eigenfrequenzen bersten.
Hochdrehende Schleifscheiben werden mit hoher Güte gewuchtet; in besonders genauen Schleifmaschinen sind aktive Wuchtköpfe verbaut.
Wenn die Bindungsschicht verbraucht ist, besteht die Möglichkeit, den Grundkörper erneut mit einer Bindungsschicht zu belegen.

## Schleifverfahren
Da die Einsatzgebiete des Schleifens sehr vielfältig sind, werden unterschiedlichste Schleifverfahren angewendet.
Folgende Punkte sind meist die Einteilungskriterien:
- Art der zu erzeugenden Fläche (Plan-, Profil-, Rund-, Wälzschleifen)
- Genauigkeits- und Oberflächenanforderungen (Planlauf, Rundlauf, Rauhigkeit, Welligkeit, Drallfreiheit)
- Bearbeitungsstelle am Werkstück (Innen- oder Außenschleifen)
- Wirkfläche der Schleifscheibe (Umfangs- oder Seitenschleifen)
- Art der Vorschubbewegung (Längs-, Quer-, Schrägschleifen)

Zu den wichtigsten Schleifverfahren für Schleifscheiben gelten unter anderem das Flachschleifen bzw. Planschleifen, Rundschleifen und Wälzschleifen.
Das Planschleifen findet seine typische Anwendung im Werkzeugbau und Formenbau, beim Schleifen von Stanzwerkzeugen, Formeinsätzen, Schnittwerkzeugen, Führungsbahnen an Maschinenbetten, diversen Messern oder Kleinteilen.
Das Rundschleifen ist gängig in der Serienfertigung von Achsen, Antriebswellen, Bolzen, Buchsen, Düsennadeln, Kolbenteilen (wie Kolbenbolzen), Nadelrollen, Nuten, Profilrollen, Rohren, Rollenlagern, Rotoren, Stangen, Stiften, Ventilen, Wellen, Wellenabsätzen, Werkzeugaufnahmen, Zylinderköpfen oder Zylinderrollen.
„Typische Anwendungsgebiete für das Wälzschleifen sind beispielsweise das Schleifen von Stirnrädern, Zahnstangen, Zahnrädern bzw. Zylinderrädern.“
Die deutschen (und ein paar namhafte benachbarte) Schleifmittelhersteller sind im Verband deutscher Schleifmittelwerke (VDS) organisiert.

## Unfallverhütung und Prüfung
Schleifscheiben unterliegen beim Schleifprozess sehr starken Beanspruchungen. Besonders Fliehkraftspannungen können den Bruch der Werkzeuge bewirken. Da die mit hoher Energie wegfliegenden Bruchstücke von Schleifscheiben ein hohes Risiko für Menschen darstellen, muss seitens der Hersteller besonders auf die Produkt- und Nutzungssicherheit solcher Werkzeuge geachtet werden.
Die wichtigste Prüfung bei rotierenden Werkzeugen ist die Fliehkraftprüfung. Die Schleifkörper werden zwar auch durch unwuchtinduzierte Kräfte, Normalkräfte und Schnittkräfte beansprucht. Weil diese aber variieren und die Fliehkraftbeanspruchungen dominieren, beschränkt man sich, auch wegen der einfachen Durchführbarkeit, auf den Fliehkraftversuch und wählt entsprechend hohe Sicherheitsfaktoren.
Der Sicherheitsfaktor Sbr ist definiert als Quotient von Bruchgeschwindigkeit vbr und Arbeitshöchstgeschwindigkeit vS zum Quadrat.
Sbr = (vbr/vS)2
Die Höhe des Faktors geben die Produkt-Sicherheitsnormen für Schleifwerkzeuge DIN EN 12413, DIN EN 13236 und DIN EN 13743 vor. Der Faktor steigt generell mit zunehmendem Risiko. Falls die Schleifscheiben auf ortsfesten Schleifmaschinen im vollständig geschlossenen Arbeitsbereich, d. h. Schutzhaube und Zusatzschutzeinrichtung, betrieben werden, reicht ein Faktor von 1,75. Werkzeuge für Handmaschinen weisen aufgrund hoher Risiken meist einen Bruchsicherheitsfaktor von 3,5 auf.
Bei Schleifstiften und anderen Werkzeugen mit Schaft besteht zusätzlich zur Bruchsicherheit die Anforderung, dass der Schaft nicht abknicken darf. Die Abknickdrehzahl muss 30 % über der Arbeitshöchstgeschwindigkeit liegen.
Hersteller von Diamant-Trennschleifscheiben und Diamant-Topfschleifscheiben für Handmaschinen müssen neben der Bruchfestigkeit im Fliehkraftversuch eine ausreichende Festigkeit ihrer Produkte gegenüber der Biege- und Scherbeanspruchung des Schleifbelages nachweisen.
Das Prüflaboratorium für Schleifwerkzeuge des Instituts für Arbeitsschutz der Deutschen Gesetzlichen Unfallversicherung (IFA) führt die erforderlichen Sicherheitsprüfungen von Schleifscheiben durch.